# Linn Farish
Linn Markley Farish (ur. 3 października 1901 w Rumsey w Kalifornii, zm. 11 września 1944 w Grecji) – amerykański żołnierz, geolog i sportowiec, olimpijczyk, zdobywca złotego medalu w turnieju rugby union na Letnich Igrzyskach Olimpijskich w 1924 roku w Paryżu.

## Życiorys

### Sportowiec
Podczas studiów geologicznych na Stanford University występował w barwach Stanford Cardinal w futbolu amerykańskim i rugby union.
Z reprezentacją Stanów Zjednoczonych zagrał w turnieju rugby union na Letnich Igrzyskach Olimpijskich 1924. Wystąpił w jednym meczu tych zawodów – 18 maja Amerykanie pokonali na Stade de Colombes Francuzów 17–3, a Farish zdobył dwa z pięciu przyłożeń swojego zespołu. Wygrywając oba pojedynki Amerykanie zwyciężyli w turnieju zdobywając tym samym złote medale igrzysk.
Był to jego jedyny występ w reprezentacji kraju, a wraz z pozostałymi amerykańskimi złotymi medalistami w rugby union został w 2012 roku przyjęty do IRB Hall of Fame.
Był żonaty z Norą (z domu Jenkins).

### Geolog
Po ukończeniu studiów pracował jako geolog i konsultant w dziedzinie wydobywania ropy naftowej na terenie Stanów Zjednoczonych, Meksyku, Kanady oraz Persji, publikując również w branżowych periodykach.

### Żołnierz
Po wybuchu II wojny światowej, a przed przystąpieniem do niej USA, zaciągnął się do kanadyjskiej armii. Służył w Royal Engineers w Persji, przeszedł szkolenie spadochronowe w brytyjskim Special Operations Executive, a następnie został zwerbowany do Office of Strategic Services w stopniu majora.
Po raz pierwszy został przerzucony do okupowanej Jugosławii we wrześniu 1943 roku w celu wytyczenia polowych lotnisk do ewakuacji alianckich lotników zestrzelonych na Bałkanach. Jego drugim zadaniem podczas tej misji było nawiązanie kontaktu z Narodową Armią Wyzwolenia Jugosławii, którą dowodził Josip Broz Tito, w celu oszacowania, którą z walczących z Niemcami jugosłowiańskich grup powinny wesprzeć Stany Zjednoczone. Jako amerykański łącznik przy brytyjskiej misji brygadiera Fitzroya Macleana spędził sześć tygodni w sztabie komunistycznej partyzantki.
Po powrocie do Włoch w październiku 1943 roku napisał raport, który trafił do najwyższych kół władzy w USA. Pod wpływem propagandy, której doświadczył w sztabie Tito, opisał w nim komunistyczną partyzantkę jako jedyną formację walczącą z Niemcami i Włochami, deprecjonując jednocześnie wartość czetników Dragoljuba Mihailovicia i zarzucając im kolaborację z okupantem. Wezwany do Waszyngtonu przedstawił relację prezydentowi Rooseveltowi oraz najwyższym przedstawicielom wojska i Departamentu Stanu, która wraz z brytyjskim naciskiem doprowadziła do przesunięcia amerykańskiego poparcia w stronę Tito. Na konferencji teherańskiej postanowiono zatem o wsparciu komunistycznej partyzantki jugosłowiańskiej, cofnięciu wsparcia dla czetników i odstąpieniu od planu desantu na Bałkanach.
Jeszcze dwukrotnie udawał się z kilkutygodniową misją do Jugosławii – w styczniu i kwietniu 1944 roku. Podczas nich nie tylko przekonywał Tito do pomocy w odszukiwaniu i ratowaniu zestrzelonych alianckich lotników, ale i w większości tych operacji ratunkowych brał osobiście udział. Jego wyczyny podczas służby w Jugosławii przyniosły mu w kręgach OSS przydomek Lawrence z Jugosławii.
W swoim ostatnim raporcie z połowy 1944 roku zmienił swoje twierdzenia dotyczące sytuacji politycznej w Jugosławii, został on już jednak zlekceważony.
Zginął we wrześniu 1944 roku w katastrofie lotniczej na terenie Grecji. Po jego śmierci uchylono cenzurę dotyczącą tajnych akcji, by ujawnić jego nazwisko i osiągnięcia opinii publicznej.
Pośmiertnie został odznaczony Krzyżem Wybitnej Służby, a także Purple Heart.
Jego nazwisko pojawiło się na The Yolo County Courthouse Memorial – tablicy pamięci poległych mieszkańców hrabstwa Yolo, a także na znajdującej się w siedzibie CIA tablicy upamiętniającej poległych podczas II wojny światowej oficerów OSS.
Odszyfrowane przez Projekt Venona radzieckie depesze z okresu II wojny światowej wskazywały na Farisha jako informatora o kryptonimie Attila.